# Војислав
Војислав је мушко словенско име. Представља кованицу речи „војник“ и „слава“.

## Историјат
Један од познатих носилаца овог имена из историје је српски кнез из средњовековне Зете Стефан Војислав, који је подигао устанак против Византије и ослободио добар дио тадашње Србије 1042. године.

## Популарност
У Србији је ово име у периоду од 2003. до 2005. било међу првих сто по популарности.

## Изведена имена
Од овог имена изведена су имена Воислав, Воислава, Воја, Војислава, Војиславка, Војица и Војо.